# Світ драконів
«Світ драконів» (англ. Dragonworld) — американський фільм 1994 року.

## Сюжет
Після трагічної загибелі батьків маленький Джонні опиняється в старому шотландському замку свого діда. Тут він знаходить собі нового фантастичного друга — дракона Йоулера. Минають роки, і для друзів настають важкі часи. Відчуваючи фінансові труднощі, Джонні погоджується на час «позичити» свого дракона сумнівному підприємцю, не підозрюючи, що повертати Йоулера той зовсім не збирається.

## У ролях
- Кортленд Мід — молодий Джонні Макгоуен
- Джанет Генфрі — міс Твіттінгем
- Стюарт Кемпбелл — Портер
- Ендрю Кейр — Ангус Макгоуен
- Ліла Кей — місіс Косгроув
- Алістер Маккензі — Джон Макгоуен
- Бріттні Пауелл — Бет Армстронг
- Джон Келвін — Боб Армстронг
- Джим Данк — Брауні Макгі
- Сью Дуглас — реєстратор
- Джон Вудвайн — Лестер Макінтайр
- Маріоара Стеліан — кореспондент
- Валентин Попеску — вартовий 1
- Камерон Стюарт — дресирувальник
- Клаудіу Істодор — вартовий 2
- Флорін Басуйок — вартовий 3